# Policist
Policíst (ž. policístka) je pooblaščeni pripadnik enot policije. Policisti so med drugim odgovorni za vzdrževanje javnega reda in miru, preprečevanje kriminala in ob zaposlitvi zaprisežejo policijsko zaobljubo. Generalna skupščina OZN je leta 1979 sprejela tudi svetovni policijski kodeks, moralno navodilo v osmih členih, ki govori o obnašanju uslužbencev, odgovornih za uporabo zakonov. V času do 2. svetovne vojne so bili na ozemlju današnje Slovenije policisti znani kot orožniki (tudi žandarji). V času Avstro-Ogrske so orožniki pod ovratnikom nosili značilni kovinski vložek, na katerem je bila zapisana službena številka. Vložek je imel obliko rogljiča, zato se je orožnikov na Slovenskem oprijel tudi pogovorni izraz kifeljc, ki se je obdržal še v obdobju Kraljevine SHS, čeprav uniforma ni več vsebovala kovinskega polkrožnega vratnega vložka. (Izraz se je v šegavem, občasno tudi slabšalnem smislu ohranil do danes.) Po 2. svetovni vojni se je na območju Jugoslavije kot organ za javno in državno varnost formirala milica, pripadnik njenih enot pa je bil miličnik. Ob osamosvojitvi Slovenije leta 1991 je vladna organizacija spremenila ime iz milice v policijo, s tem je njen pripadnik uradno postal policist. Pogovorno se v slovenskem jeziku zanj uporablja več izrazov.
Formalno izobraževanje in trening na ustrezni inštituciji sta pogoj za pridobitev tega poklica v veliki večini držav. V Sloveniji se bodoči policisti šolajo na Policijski akademiji, ki je del slovenske policije. Trenutno se bodoči policisti šolajo na višji policijski šoli v Tacnu. To je dvoletni program, po katerem študent dobi naziv Policist. Med šolanjem so napoteni na prakso na Policijske Postaje v bližini njihovega prebivališča. Med prakso študent spozna delo na PP nima pa še nobenih pooblastil in tudi še ne orožja.

## Etimologija
Beseda policija izvira iz latinske besede »politia«, ki pomeni vladavina, kasneje pa je pomenila državna administracija. Policisti imajo pooblastila vlade za vzdrževanje zakona, ki ga sprejme vlada. V 51. členu spisov »The Federalist Papers« je James Madison napisal: »če bi ljudje bili angeli, nobena vlada ne bi bila potrebna«. Te besede veljajo za tiste, ki služijo vladi vključno s policijo.
Splošen naziv za to funkcijo je policist, ki vzdržuje red in mir oziroma policist miru. Šerif je po navadi najvišji policist v okraju. Oseba, ki nadomešča šerifa, se imenuje namestnik. Pogosto ime za policista je »cop« ali »copper« ti besedi izvirata iz Velike Britanije in pomenita nekoga, ki ulovi. Pogosti mit za besedo »copper« je, da se nanaša na policistove gumbe, ki so po navadi narejeni iz bakra (copper). Beseda »cop« izvira iz gelščine in ima podoben pomen kot besede zaščitnik, vodja, šef. Besedi zvenita zelo podobno in imata podoben pomen. Izraz »county mountie« je uporabljen specifično v referenci s podeželsko policijo v Združenih Državah Amerike. Izraz »mountie« se nanaša na policista na konju.
Ko so izbirali ime za 110. kemijski element, so mislili izbrati ime »politzium« (nem. policija), ker je številka 110 v Nemčiji številka za policijo, kjer so ta element tudi prvič sintetizirali.

## Naloge in funkcije
Odgovornosti policista so različne in se lahko razlikujejo znotraj enega političnega konteksta do drugega. Tipične naloge se nanašajo na ohranjanje miru, vzdrževanje zakona, varovanje ljudi in premoženja ter za preiskovanje kaznivih dejanj. Od policistov se pričakuje, da se odzovejo na različne situacije, ki se lahko pojavijo, medtem ko so v službi. Pravila in smernice narekujejo, kako se naj policisti obnašajo v skupnosti in v mnogih kontekstih določajo o tem kako so uniformirani policisti oblečeni. V nekaterih državah pravila in postopki narekujejo, da je policist dolžan sodelovati v kazenskem dogodku tudi, če ni na dolžnosti. V mnogih državah imajo policisti tudi, če niso na dolžnosti, policijska pooblastila.
V večini zahodnih pravnih sistemov je glavna naloga policije, da vzdržuje red, ohranja mir z nadzorom javnosti in posledično naznanitev in prijetje osumljencev, ki kršijo zakon. Prav tako odvračajo zločine z visokim ugledom policijskega dela. Večina policijskih sil ima preiskovalne zmogljivosti. Policija ima zakonska pooblastila, da aretira in zadrži osebe, običajno to pooblastilo dobijo od sodnikov. Policisti se odzivajo tudi na klice v sili, skupaj z rutinskimi policijskimi komunikacijami. 
Policija je pogosto uporabljena kot storitev v sili, ki lahko zagotovi javno varnost na velikih zborovanjih, pri nesrečah, pri iskanju in reševanju in v nesrečah v cestnem prometu. Za zagotovitev hitrega odziva v nujnih primerih, policija pogosto uskladi svoje delovanje z gasilci in reševalci. V nekaterih državah posamezniki služijo kot policisti in gasilci hkrati (kar ustvarja vlogo požarne policije). V mnogih državah je enotna telefonska številka storitev, ki omogoča, policiji, gasilcem ali reševalcem odzive v sili. Nekatere države, kot je Velika Britanija imajo predpisan ukazni postopek, za uporabo policije v večjih nesrečah ali drugih primerih. Ukazna struktura zlat, srebrni in bronasti je sistem, ki je nastavljen tako, da izboljša komunikacijo med terenskim policistom in kontrolno sobo. Običajno je bronasti nadrejeni poveljnik policist na terenu, ki usklajuje središče izrednih razmer, srebrni poveljnik je nameščen v »nadzorni sobi za incident« postavljen je za izboljšanje komunikacije s prizoriščem in zlat poveljnik je v kontrolni sobi in ima nadzor nad celotnim dogajanjem.
Policisti so odgovorni za prijetje prestopnikov z izdajanjem pozivov, ki lahko povzročijo naložitev glob, zlasti za kršitve prometnih pravil. Izvrševanje prometne kontrole je pogosto in učinkovito dosežena s policistom na motorju. Ti policisti svojemu motorju pravijo preprosto motor. Policisti so usposobljeni pomagat osebam v stiski, kot na primer ljudem, ki se jim pokvari vozilo kakor tudi ljudem, ki potrebujejo medicinsko pomoč. Po navadi so usposobljeni v prvi pomoči in oživljanju.
Obstajajo tudi nadzorniki parkov, ki imajo policijska pooblastila in vzdržujejo zakon v nacionalnih parkih, rekreacijskih območjih in drugih divjinah v državi, vojaška policija pa vzdržuje zakon v vojski.

## Pogoji za vstop v policijo in napredovanje
V večini držav morajo kandidati, ki se želijo priključiti policiji, opraviti formalno izobraževanje. Večina ljudi, ki se pridružijo policiji ima srednješolsko izobrazbo. V odgovor na to, so policije razvile »hiter« program, s katerim imajo tisti z univerzitetno izobrazbo, dve do tri leta za napredovanje v višji rang (policisti ki delajo v preiskovalnih oddelkih imajo le drugačne dolžnosti in ni nujno da imajo višji rang od policistov v civilu). V policiji so zaposleni tudi tistih ki imajo izkušnje iz vojske in varovanja. V Združenih državah Amerike lahko vsaka zvezna država predpiše svoje standarde sprejetja glede starosti, izobrazbe, kazenske evidence in fizične kondicije. V drugih državah lahko te standarde določi lokalna policija. Vsaka lokalna policijska agencija ima svoje različne zahteve.
Napredovanje ni samodejno, in po navadi zahteva od kandidata, da opravi zdravniški pregled, intervju in ostale izbirne postopke. Napredovanje po navadi vključuje povišanje plače po drugi strani pa prinaša povišanje odgovornosti, predvsem pa povečanje administracije. Glede napredovanja ni nobenih negativnih posledic, kajti policisti z veliko delavnimi izkušnjami so cenjeni.
Odvisno od posamezne agencije, ampak na splošno po končanem dve letnem služenju, se policisti lahko prijavijo za posebne položaje, kot na primer detektiv, policist vodnik psa, policist na konju, policist motorist, policist na plovilu ali policist s strelnim orožjem (v državah, kjer policija ni rutinsko oborožena).
V nekaterih državah, na primer v Singapurju, se v vrstah policije dopolnjuje preko podobnega vpoklica kot v državno službo v vojski. Kvalifikacije se lahko sprostijo/omilijo ali zvišajo glede na mešanico kandidatov. Na primer v Singapurju se kandidati soočajo s strožjimi fizičnimi zahtevami za vid,imajo pa manj stroge akademske zahteve. Nekateri policisti se pridružijo kot prostovoljci, preko različnih zahtev usposobljenosti. 

## Plača
V nekaterih družbah so policisti plačani dobro, v primerjavi z ostalimi poklici, njihovo plačilo je odvisno od ranga in koliko let že opravljajo ta poklic. V Združenih državah Amerike je povprečna letna plača policista v letu 2008 znašala 52 810 $ (46 927 €). V Združenem kraljestvu pa je bila med letoma 2011-12 povprečna letna plača policista 40 402 £ (51 179 €). 

## Nevarnosti na delovnem mestu

### Smrti na dolžnosti
Smrt na dolžnosti je smrt, ki nastopi, ko policist oziroma policistka opravlja svoje dolžnosti. Čeprav imajo povišano nevarnost, da so žrtve umora, največ policistov še vedno umre v prometnih nesrečah. Pogosteje so vpleteni v prometne nesreče zaradi časa, ki ga preživljajo v patruljah, usmerjanju prometa, dela ob policijskem avtu, ki stoji ob ali na cesti in v nevarnih zasledovanjih. V letu 2005 je bilo v Združenih državah Amerike zabeleženih 156 smrti na dolžnosti, od tega je bilo 44 % napadov na policiste, 35 % povezanih z avtomobili (od tega le 3 % smrti v povezavi z nevarnimi zasledovanji) ter smrti od drugih dejavnikov (srčni napad med aretacijo, zasledovanji, s padcem iz višine med zasledovanji, streljanem in podobno).
Policisti, ki umrejo na dolžnosti, še posebej tisti, katere ubijejo osumljenci ali v nesrečah, imajo velike pogrebe, ki se jih udeleži veliko število policistov. Njihove družine imajo pravico dobiti posebne pokojnine. Imena padlih policistov dajo pogosto na javne nagrobnike, kot na primer »National Law Enforcement Officers Memorial« v Združenih državah Amerike, »National Police Memorial« v Združenem kraljestvu in »Scottish Police Memorial« v Škotski šoli za policiste.
V Združenem Kraljestvu je v 10 letih od aprila 2000 bilo 143 smrti na dolžnosti. Od tega je bilo 54 smrtnih nesreč na cesti, ko so se vozli na oziroma iz delovnega mesta, 46 smrti na cestah, ko so bili na dolžnosti, 23 smrti od naravnih dejavnikov na dolžnosti, 15 smrti je bilo povzročenih od kaznivih dejanj in 5 v drugih nesrečah. V Veliki Britaniji policisti po navadi nimajo pištole, policisti v severni Irski pa so rutinsko oboroženi.
Policija v Singapurju je zabeležila le 100 smrti v 21. stoletju in na Novi Zelandiji je bilo ubitih le 28 policistov od leta 1890.

### Stres na delovnem mestu

#### Pokazatelji
Stres, ki je povezan z dnevnimi opravili policista, je dokumentiran in razviden iz nekaterih statističnih podatkov. Raziskovalci običajno uporabljajo samomorilska, ločitvena in alkoholizemska merila za ključne pokazatelje stresa v skupini ljudi. Ti trije faktorji nam v večini primerov pokažejo jasno zgodbo policista, ki je pod stresom, kot na primer:
- Študija v Združenih državah Amerike, od podjetja »National Surveillance of Police Suicide Study« (nacionalna študija pregledov policijskih samomorov), je pokazala 141 samomorov v letu 2008 in 143 samomorov naslednjega leta. To pomeni, da je samomorilnost na 100.000 policistov 17 policistov. To razmerje se drži pod nadzorom in je skladno s podatki CDC/NOMS ( nacionalna umrljivost na delovnem mestu). V Združenih državah Amerike je bilo število samomorov 11.3/100.000 ljudi. Obstaja nekaj špekulacij in nasprotij, da je ta številka veliko večja, saj v večini primerov policisti poročajo kako je prišlo do smrti drugega policista in tako olajšajo trpljenje družini umrlega policista. Policisti naj bi poročali o samomoru drugim policistom, kot nesrečo na delovnem mestu oziroma smrt na dolžnosti od neznanega osumljenca. Službe, ki se ukvarjajo s statistiko ne potrjujejo dejanskega števila samomorov med policisti.Čeprav so podatki nepopolni, statistično več policistov naredi samomor, kot ostali ljudje. Seveda pa so tudi nasprotja v teh statistikah. Ko se primerjajo razlike v starosti, spolu in rasni pripadnosti je razlika teh številk veliko manj dramatična. Kljub temu, da policisti naredijo več samomorov, kot drugi ljudje ni jasno, če so ti samomori rezultat stresa na delovnem mestu ali posledice drugih spremenljivk, kot posledica vpliva zunanjega okolja.[6]

- Policisti niso podvrženi problemom v zakonu. Leta 2009 je bila objavljena študija, ki je primerjala ločitve med policisti in drugimi uslužbenci, kjer so podatki bili uporabljeni od leta 2000 naprej. Rezultat je pokazal, da je manj ločitev med policisti, kot med drugimi uslužbenci, tudi po demografskih in drugih službenih spremenljivkah v policiji. Nagnjenost k nasilju v družini pa naj bi bila pri policistih večja čeprav so rezultati nejasni in nasprotujoči. Prav tako naj bi imeli probleme z odnosi v službi, po navadi z nadrejenimi in zaradi politične usmerjenosti. Podatki so glede tega prav tako nejasni.
- Alkoholizem pri policiji se prav tako šteje za zmotno statistiko. Čeprav natančnih podatkov ni, se predvideva, da se za alkoholizem zdravi 2x več policistov kot drugih ljudi v Združenih državah Amerike. Dokumentacije glede alkoholizma so precej manj natančne kot druge dokumentacije. Statistike v povezavi z aretacijami za vožnjo pod vplivom alkohola, so nekoliko višje za policiste, kot za druge voznike, vendar rezultati statistike niso prepričljive, saj so drugi policisti, ki aretirajo voznike. Nekateri policisti menijo, da morajo policisti biti vzor drugim državljanom, drugi pa včasih spregledajo policistom skozi prste, saj so v isti službi kot oni. Zaradi takšnih nasprotij so podatki ne točni, vendar inštitucije,ki izdajajo statistike menijo, da je več policistov pod vplivom alkohola, kot drugih državljanov. Podobni sklepi so običajno izdelani v zvezi z zlorabo drugih drog v policiji, vendar so podatki še manj natančni in čeprav so lahko višje stopnje zasvojenosti delno posledica hitrejšemu dostopu do mamil in večja dopuščanja za »modro črto«, kot pa stres na delovnem mestu.

Hans Selye, eden od največjih raziskovalcev stresa na svetu, je rekel, da je policijsko delo eden od najbolj stresnih poklicev v Združenih državah Amerike, še bolj stresno delo od zračnega kontrolorja.
Drugi raziskovalci pa trdijo, da so policisti bolj psihološko zdravi, kot ostala populacija. Policisti so bolj izobraženi, v večji pripravljenosti, ker se ukvarjajo z različnimi športi, manj uživajo tobak in alkohol in so tudi bolj družinsko osredotočeni. Zdravo obnašanje in dobra telesna pripravljenost se po navadi gledata tako pri novincih, kot tudi pri starejših policistih. Veliko policistov meni, da zavajajoči podatki o samomorih, ločitvah in uživanju prepovedanih substanc prihaja od ljudi ali organizacij, ki imajo politične ali socialne ambicije. Zaradi teh zavajajočih podatkov imajo drugi uslužbenci težave z nudenjem pomoči policistom, ki potrebujejo pomoč, da se soočijo s stresom na delovnem mestu. Posledično zdravljenja na katera so napoteni policisti, ne dosegajo pričakovanih rezultatov.
- Avgusta 2014 je FBI razkril, da ima 8 od 10 policistov povečano telesno težo. To je spodbudilo nekaj policijskih postaj, da so izboljšali dostopnost treningov svojim uslužbencem. Pomožni šef Jeff Bryan je rekel: »Mislim, da je pomembno, da zbijamo kilograme in ostajamo v formi še posebej v tej službi. To je odlična metoda za sproščanje stresa, jeze in zbijanja krvnega pritiska.« Leta 2009 so Mehičani naredili program, ki je policiste seznanil s pravilno prehrano. Leta 2011 je Rusko notranje ministrstvo opozorilo svoje policiste naj izgubijo odvečno težo ali pa bodo izgubili službo.

Čeprav je prisotnost delovnega stresa dobro dokumentirana, vendar ne brez nasprotij, so dejanski vzroki za stres nejasni. 
Posamezni policisti in institucionalni odnosi z javnostjo navajajo tveganje, da bodo umrli na službeni dolžnosti, kar predstavlja prevladujoč vir stresa za posamezne policiste. Tukaj je pomembna polemika o vzrokih osebnega stresa na delovnem mestu glede na dejansko tveganje, da bodo umrli. 
Mit o visokih tveganjih umrljivosti pri policijskem delu, pogosto oglašujejo z vzdrževanjem zakona, kot del institucionalnega napredka in osrednji element v odnosih z javnostjo. Dejanski umori policistov so relativno redki, vendar so po navadi poročila o teh dogodkih v novicah predstavljeni zraven izjav policije ali družine. Te izjave se nanašajo na to, kako policisti žrtvujejo svoja življenja za prebivalce, kar javnosti sporoča, da se policisti spogledujejo s smrtjo iz dneva v dan za majhno plačo in majhen ugled.
Obstajajo tudi govorice, da policisti doživijo nekaj travmatičnega in si od tega ne bodo opomogli, kar vodi do samomorov, ločitev itd. Ker so učinki takih travmatskih stresov prepoznavni, so po navadi na voljo aktivni programi za pomoč posameznemu policistu, ki se sreča s psihološkimi učinki travmatičnega dogodka. Na žalost so takšni programi neučinkoviti, posebno skupinska terapija, katera lahko udeleženca ponovno travmatizira, mu obvladuje mehanizem soočanja, ter privede k razvoju posttravmatske stresne motnje (PTSM). 
Ugotovitve so, da tako kot policisti tudi drugi delavci v sili, kot so gasilci, doživljajo iste travmatične dogodke. Bolj je verjetno da bo policist imel težave na dolgi rok travmatičnega dogodka. Ugotovitve kažejo na bolj zapletene stresne vzroke v tem poklicu. Stres, ki je prisoten v policijskem delu je pogosto prisoten tudi v drugih poklicih, vendar ne stalno. En način mišljenja je, da ima individualen stres policijskega dela lahko kroničen vpilv. Policisti se soočajo s stresorji, ki jim odvzemajo njihovo moč. Oslabitev od vsakodnevnega stresa, dela policista bolj dovzetnega za travmatične dogodke in pritiske normalnega življenja. Oslabitveni proces je pogosto počasen, zato se niti oseba niti njegovi prijatelji ne zavedajo škode, ki se dogaja. Učinek kroničnih stresorjev je dvojen: 
- Prvič, dolgotrajen stres povzroča nazadovanje ljudi. Njihova psihološka rast se obrne in postanejo bolj nezreli. Hitro postanejo otročji in primitivni, podobno kot osebe, ki so bolane več dni, postanejo bolj razdražljive in otročje v svojih zahtevah do drugih ljudi.
- Drugič, kronični stres hromi občutljivost življenja ljudi. Ne prenesejo nenehnega videnja na človeško bedo. Ustaviti morajo občutke ali pa ne bodo preživeli. Um ima obrambni mehanizem, tako, da lahko ljudje delajo tudi v groznih razmerah. Če bi ohranjali normalno mero občutljivosti bi se zlomili. Ko postanejo neobčutljivi na lastno trpljenje, postanejo neobčutljivi na trpljenje drugih. Med zdravljenjem v ponižanju, izgubijo ne samo občutek lastnega dostojanstva, ampak tudi dostojanstvo drugih. Bolečina drugih jih preneha motiti.

Dnevno delo policista vključuje nekatera neskladja in spore, ki so težko obravnavani, prevladujoči primeri so: 
- Sodelovanje z javnostjo, kot je ustavljanje prometa, vključuje tveganje za telesne poškodbe. Biti vedno v stanju pripravljenosti in napet, daje policistu brutalno prispodobo in oddaljenost. Omejuje njegovo efektivnost z drugim prebivalstvom in povzroča kroničen stres.
- Policija ima podobna pravila kot vojska. Vse kar naredi se pričakuje, da je narejeno pravilno in hitro. Vse policijske regulacije in procedure imajo zajete v njihovih pravilih dela. Velikokrat pa se zgodi, da mora policist zaradi ne sodelujočih osumljencev ubrati pot, ki ni v pravilih dela. Če bi se ravnal po pravilih lahko tako ogrozi ostalo prebivalstvo in tako lahko prebivalstvo misli, da ni storil dovolj, da bi jih zaščitil. S tem policist uporablja svojo presojo in se le delno drži pravil dela. Zaradi takšnega dela je lahko kaznovan s strani svojega nadrejenega. Gre za situacijo, ki v nobenem primeru ni dobra, kar ponovno povzroča stres.
- Policisti so po navadi socialno izolirani. Vzroki za to so pomanjkanje stika na policijski postaji, na območju kjer patruljirajo po navadi ne želi noben biti njihov prijatelj ipd. Ko je skupina ljudi izolirana postane zbegana, kar pomeni, da na svet in probleme gleda iz zelo ozkega zornega kota, kar privede še več stresa.

Nezanesljivi pogledi na izvir stresa pri policijskem delu so:
- Strah, da bodo nekoga ubili na dolžnosti.
- Se počutijo odgovornega, da so nekoga ubili na njihovi dolžnosti
- Pomanjkanje podpore od oddelka ali nadrejenih.
- Razporeditev dela in neenak delovni urnik, ki privede do tega, da ne morejo biti z družino in se ukvarjati drugimi družinskimi aktivnostmi.

Druge bolj akademske študije so izdale podobne tabele, kot je napisana od zgoraj, vendar na prvih mestih ni strah in občutek odgovornosti ampak delo z zanemarjenimi oziroma mrtvimi otroki.
Bilo je že veliko znanstvenih študij o specifičnih virih policijskega stresa. Večina se jih strinja, da je največji povzročitelj stresa organizacijska kultura in odgovornost dela.

## Zloraba pooblastil

### Posamezni primeri
Policist mora včasih uporabiti pištolo, da pridrži ali aretira osumljenca, ko ga ta privede v situacijo, da je ogroženo policistovo življenje. Z nakazano uporabo strelnega orožja hitro preprečijo, umirijo ter vzpostavijo nadzor nad nastalo situacijo. Tako mora vsak policist točno poznati policijska pooblastila ter v katerih primerih lahko uporabi strelno orožje.

### Odgovornost
Vlade nekaterih držav so predlagale, da bi civilisti kontrolirali policiste, tako bi zagotovili policijsko odgovornost in izpodrinili korupcijo v ministrstvih za pravosodje. Primeri, ki so bili predlagani so bili, da bi civilisti snemali policiste, kadar sumijo, da se policist ne obnaša po pravilih oziroma če sumijo, da se policist ne bo obnašal po pravilih.